# Chemische activiteit
Chemische activiteit of (beter) de thermodynamische activiteit drukt de chemische beschikbaarheid uit, of de effectieve hoeveelheid beschikbare ionen of moleculen voor reactie. 

## Sterk verdunde systemen
Voor (sterk) verdunde oplossingen (en ijle gassen) is die beschikbaarheid recht evenredig met de concentratie. De definitie van activiteit wordt dusdanig gekozen dat deze altijd een dimensieloze grootheid is. Dit laatste heeft vooral te maken met het feit dat in de thermodynamica vaak de logaritme van de activiteit gebruikt wordt, en logaritme  is alleen voor getallen gedefinieerd, niet voor eenheden. De dimensieloosheid wordt bereikt door de concentratie {\displaystyle c} te delen door {\displaystyle c^{\ominus }}, een eindige concentratie van een referentiepunt:
{\displaystyle a=c/c^{\ominus }}
Het plimsollteken {\displaystyle \ominus } symboliseert de standaardomstandigheiden, inclusief de (eindige) concentratie die men als referentiepunt kiest. Wanneer de concentratie in molariteit uitgedrukt wordt is dat bijvoorbeeld 1 mol/L maar andere keuzes zijn ook mogelijk. (De enige keuze die niet gemaakt kan worden is {\displaystyle c^{\ominus }=0}, omdat delen door nul niet gedefinieerd is.)
Voor verdunde systemen is de activiteit dus getalsmatig gelijk aan bijvoorbeeld de molaire concentratie, maar heeft niet dezelfde eenheid. Men zou kunnen zeggen: neem gewoon de concentratie, maar laat de eenheden vallen.
De getalswaarde van {\displaystyle a} blijft wel afhangen van de keuze van {\displaystyle \ominus } en die keuze moet dan ook expliciet duidelijk gemaakt worden. Vaak wordt voor verdunde oplossingen 1 [mol/Liter] = 1 M als aftelpunt genomen, maar andere keuzes zijn mogelijk zoals 1  molaal of een molfractie van 1 (d.w.z. de zuivere stof) . Hoewel het aftelpunt 1 M zelf niet bepaald verdund genoemd kan worden leidt de keuze -mits consequent volgehouden- tot een consistent stelsel grootheden. Voor gassen kiest men vaak 1 Atm of 1 bar, maar ook de veel kleinere eenheid 1 Pa wordt wel gebruikt. Wanneer activiteiten vergeleken worden die onder verschillende keuzes gedefinieerd zijn moeten zij geconverteerd worden, hun dimensieloosheid niettegenstaande.

## Het nut van dimensieloosheid
Het feit dat de activiteit dimensieloos is, is belangrijk voor de thermodynamica. Deze laat bijvoorbeeld zien dat de thermodynamische potentiaal μ van een oplossing ten opzichte van die van het gekozen aftelpunt {\displaystyle \mu ^{\ominus }} logaritmisch afhangt van de activiteit:
{\displaystyle \mu =\mu ^{\ominus }+RT\cdot \ln[a]}
De dimensies van deze formule kloppen echter alleen dan als de activiteit {\displaystyle a} en daarmee de uitdrukking {\displaystyle \ln[a]} dimensieloos is, omdat zowel {\displaystyle \mu ,\,\mu ^{\ominus }} als {\displaystyle RT} de dimensie van een energie hebben (joules). Voor de afleiding van de thermodynamische formules is het dimensieloosmaken dus een vereiste en zeker geen 'zinloos spelletje'.
Iets dergelijks geldt voor de thermodynamische evenwichtsconstanten. Ook deze zijn gedefinieerd in termen van activiteiten en zijn daarmee dimensieloos:
{\displaystyle r{\text{R}}+s{\text{S}}\rightleftharpoons p{\text{P}}+q{\text{Q}}}
{\displaystyle K={\frac {a({\text{P}})^{p}a({\text{Q}})^{q}}{a({\text{R}})^{r}a({\text{S}})^{s}}}}
Weliswaar kunnen bij lage concentraties de getalswaarden van de concentraties ingevuld worden voor de activiteiten, maar weer alleen als men de dimensies ervan laat vallen.
Dit is goed te zien in de uitdrukking van de Gibbs vrije energie (of vrije enthalpie) als functie van de activiteiten van de aan de reactie deelnemende species:
G = Go + RT.ln[a(P)pa(Q)q / a(R)r a(S)s]
Bij evenwicht geldt G=0, zodat de evenwichtsuitdrukking wordt:
Go = -RT.ln[a(P)pa(Q)q / a(R)r a(S)s]
ofwel:
Go = -RT.ln K
Ook hier geldt dat Go en RT de dimensie van een energie hebben en de formule klopt alleen dan als ln[K] dimensieloos is.

## Zuivere vaste stoffen en vloeistoffen
Voor zuivere gecondenseerde stoffen (vloeistoffen, vaste stoffen) verandert -anders dan voor een opgeloste stof- de activiteit niet bij toevoeging van een kleine hoeveelheid meer. De activiteit kan daarom gelijkgesteld worden aan 1. Dit betekent dat in uitdrukkingen voor de evenwichtsconstante K zulke stoffen (bijvoorbeeld water als dat het oplosmiddel is, of een vast neerslag) weggelaten kunnen worden, ook al doen zij mee aan de reactie.
Een goede vergelijking voor het verschil tussen de activiteit van een gecondenseerde stof en van een opgeloste stof is zich een grote pan soep voor te stellen en zich af te vragen hoe de eetbaarheid daarvan verandert door het toevoegen van 1) nog een druppel soep en 2) een kleine hoeveelheid gif. (Immers alleen in het laatste geval verandert de eetbaarheid met de toegevoegde hoeveelheid.)
Dit voorbeeld laat zien dat activiteit en samenstelling, uitgedrukt als concentratie zeker niet in alle gevallen zelfs maar getalsmatig hetzelfde zijn. Het nauwe verband dat er is bij verdunde systemen is daarom wat bedrieglijk: activiteit is een wezenlijk ander begrip dan concentratie.

## Andere systemen
Voor andere systemen dan verdund of zuiver is het verband tussen samenstelling en activiteit niet zo eenvoudig. Bij oplossingen met hogere concentraties is de activiteit getalsmatig niet meer gelijk aan de concentratie. Het is echter mogelijk het activiteitsbegrip uit te breiden door toevoeging van een dimensieloze coëfficiënt:
Deze activiteitscoëfficiënt γ (gamma) drukt de relatie tussen activiteit a en (bijvoorbeeld) de molaire concentratie c wiskundig op deze manier uit:
a = γ * c / co
De activiteitscoëfficiënt kan op verschillende manieren gemeten worden, bijvoorbeeld door de oplossing in een elektrochemische cel te brengen en het voltage te meten bij verschillende concentraties. Er bestaan tabellen met waarden van γ voor een (ruim) aantal systemen.
In oplossingen van neutrale moleculen is γ redelijk dicht bij 1 voor redelijke concentraties. Men spreekt dan van ideaal gedrag. In waterige oplossingen van ionogene verbindingen (zouten) is dat echter alleen voor zéér verdunde oplossingen het geval, vooral als de oplossingen ionen bevat die een hogere lading dan |z|=1 hebben. Zeewater bijvoorbeeld is al een verre van ideaal systeem. Evenwichten en oplosbaarheden zijn daarom in zeewater anders dan in zoet water.

### Voorspellingen van γ
In een bepaald concentratiegebied net boven verdund is het ook mogelijk γ te voorspellen met een aantal benaderingsformules.
In een oplossing trekken kationen anionen aan van opgeloste elektrolyten en omgekeerd. Een opgelost ion ondervindt dus niet alleen invloed van de omringende watermoleculen maar ook van alle andere ionen die zich de oplossing bevinden. Er zijn een aantal benaderingen om dit te beschrijven die gebruikmaken van het begrip ionsterkte, een maat voor de gezamenlijke invloed van alle andere aanwezige ionen. 
De relatie geformuleerd door Debye en Hückel voor de berekening van γ gaat als volgt (bij 298 K):

{\displaystyle -\log(\gamma _{i})={\frac {0,51Z_{i}^{2}{\sqrt {\mu }}}{1+3,3\alpha {\sqrt {\mu }}}}}
Voor lage concentraties (µ < 0,01) kan de vergelijking vereenvoudigd worden tot

{\displaystyle -\log(\gamma _{i})=0,51Z_{i}^{2}{\sqrt {\mu }}}
Voor hogere µ dan 0,1 wordt een correctieterm voor het oplosmiddel toegevoegd (de zogenaamde Davies modificatie):

{\displaystyle -\log(\gamma _{i})={\frac {0,51Z_{i}^{2}{\sqrt {\mu }}}{1+3,3\alpha {\sqrt {\mu }}}}-0,10Z_{i}^{2}\mu }
Met:
{\displaystyle Z_{i}} = De lading van het ion

{\displaystyle \mu } = De ionsterkte

{\displaystyle \alpha } = de effectieve diameter van het gehydrateerde ion

## Samenvatting
Samenvattend kunnen er dus vier gevallen onderscheiden worden:
| Systeem                                    | Verband met c        | γ                                  |
| ------------------------------------------ | -------------------- | ---------------------------------- |
| Zuiver gecondenseerd vloeistof, vaste stof | geen a=1             | niet van toepassing                |
| Verdunde oplossing (ijl gas)               | a = c minus eenheden | γ=1                                |
| Wat geconcentreerder                       | a = γ * c / co       | γ kan berekend uit formules        |
| Andere systemen                            | a = γ * c / co       | γ moet proefondervindelijk bepaald |